# Machine (canção de Exo)
Machine é uma canção de gênero electronic-dubstep do grupo masculino sino-coreano Exo, interpretada pelos subgrupos EXO-K e EXO-M. Disponível em coreano e mandarim, a canção foi incluída em seu primeiro EP, Mama, que foi lançado digitalmente em 9 de abril de 2012, sob o selo da gravadora SM Entertainment.

## Produção
A canção de gênero electronic-R&B-hip hop com partes de rap e dubstep, é composta e arranjada pelos produtores musicais Albi Albertsson e Timo Kaukolampi, ambos fazendo sua estréia na indústria musical do K-pop. Albi Albertsson também compôs outra faixa do álbum, "Two Moons". O compositor da SM Entertainment, Misfit, escreveu a letra da versão coreana de "Machine". Ele também ajudou o compositor chinês Zhou Weijie a escrever a letra para a versão chinesa.

## Teaser
O instrumental de "Machine" foi usado como música de fundo para um dos teasers de estréia do EXO, que contou com uma dança robótica pelo membro Kai. O vídeo foi disponibilizado no canal oficial no Youtube da SM Entertainment em 3 de janeiro de 2012.

## Recepção da crítica
"Machine" ganhou revisões mistas. O popular site de notícias de K-pop Allkpop notou que a música tinha a mesma vibração como a "fórmula avançada" usada para sucessos do SHINee como "Lucifer" e "Sherlock". O site também apontou que o "conceito de máquina [equipados] vai bem com o visual sci-fi do EXO". Outro site de notícias de K-pop o Seoulbeats.com observou que os primeiros segundos de "Machine" foram um pouco confuso e que a faixa não oferece muito para o "épico" álbum de estréia. O crítico McRoth elogiou a canção chamando-a de "música pop no seu melhor".